# Willie Colón

William „Willie“ Anthony Colón Román (* 28. April 1950 in New York City) ist ein US-amerikanischer Salsamusiker und Produzent.

## Werdegang
Willie Colón ist ein Nuyorican, ein in New York geborener Sohn puerto-ricanischer Eltern. Der in der Bronx geborene Musiker wuchs nicht bei seinen Eltern, sondern mit seiner Großmutter und seiner Tante auf. Durch sie war er von früh an mit der traditionellen Musik  Puerto Ricos sowie anderer lateinamerikanischer Musik vertraut.
Colón unterschrieb mit 15 Jahren einen Vertrag bei Fania und gab sein erstes Album mit 17 heraus. Dort arbeitete er als Posaunist und unterstützender Sänger mit Musikern wie den Sängern Héctor Lavoe, Celia Cruz, Rubén Blades und dem Perkussionisten Ray Barretto zusammen. Mit Héctor Lavoe, den er in sein eigenes Orchester aufgenommen hatte, verband ihn eine enge Freundschaft. Nach einer zeitweiligen beruflichen Trennung – unter anderem wegen Lavoes Drogensucht – spielten sie wieder zusammen. Nach Lavoes Tod übernahm Colón selbst den Gesang.
Eines seiner Alben, Siembra – eine Koproduktion mit Blades – war lange Zeit die erfolgreichste Salsa-Platte aller Zeiten, bis ihn Jerry Rivera ablöste.

## Diskografie (Auswahl)
- 1968: The Hustler (Fania)
- 1972: Crime Pays (Fania)
- 1978: Siembra von Willie Colón & Rubén Blades (Fania)